# Шхербот
Шхербот, шкербо́т, щербот (испорченное) — историческое название малоразмерных парусно-гребных судов шведского шхерного флота XVIII века, специально предназначенных для боевых действий в шхерах.
В Толковом словаре живого великорусского языка Владимира Даля написано что Шкербо́т плоскодонное, шкерное перевозочное судно, а в  Малом энциклопедическом словаре Брокгауза и Ефрона что для плавания по шхерам строятся не глубоко сидящие в воде шхер-боты (испорчен. щербот).
Как правило, полная длина шхербота не превышала восьми метров, он нёс на себе одну мачту с парусным вооружением, от шести до восьми пар вёсел и четыре — шесть лёгких артиллерийских орудий.
27 июля 1714 года авангард Армейского Русского флота под начальством шаубенахта Петра Михайлова атаковал и взял на абордаж шведскую эскадру из 10-ти судов (один фрегат, 6 галер и три шхербота), причем взят был в плен шведский контр-адмирал Н. Эреншильд.
Для Русского флота шхерботы строились на верфях в Охоцке (Охотская верфь), Казани (Казанская верфь), и возможно в других местах.
В 1754 году шхербот «Елисавета», Сибирской флотилии под командованием штурмана И. Балакирева приблизился к Камчатскому берегу с намерением зимовать на нём, для своих корыстных видов «и по непорядочным поступкам» был разбит.